# Тето Бандито (Кунео)
Тето Бандито је насеље у Италији у округу Кунео, региону Пијемонт.
Према процени из 2011. у насељу је живело 6 становника. Насеље се налази на надморској висини од 722 м.